# Ligne de La Macta à Trumelet
La ligne de La Macta à Trumelet, ou ligne du Sersou, est une ancienne ligne ferroviaire algérienne qui reliait la ville côtière de la Macta, dans l'actuelle commune de Mers El Hadjadj, à la ville de Trumelet, actuelle commune de Dahmouni, dans le plateau du Sersou.
Longue de 239,4 km, à voie unique et à écartement étroit de 1 055 mm, la ligne a été mise en service en plusieurs étapes entre 1888 et 1926.

## Histoire
Dans le cadre du troisième plan de développement du chemin de fer en Algérie (plan de 1879), la Compagnie franco-algérienne se voit accorder la construction d'une ligne ferroviaire à écartement étroit de 1 055 m entre Mostaganem et Tiaret via Aïn Tedles ;  ligne destinée, entre autres, au transport des produits agricoles du plateau du Sersou.
La ligne, qui suit la basse vallée du Chelif depuis son embouchure au nord de Mostaganem, puis celle de son affluent l'oued Mina jusqu'à Mechraa Safa, comporte trois sections :
- Mostaganem - Relizane ;
- Relizane  - Prévost-Paradol (actuelle Mechraa Safa) via Uzès-le-Duc (actuelle Oued El Abtal) ;
- Prévost-Paradol - Tiaret.

La ligne est concédée à la Compagnie franco-algérienne le 15 avril 1885.
Les travaux de la section de Mostaganem à Relizane sont confiés à la Compagnie de chemins de fer départementaux. Cette section est mise en service le 15 mai 1888. Les deux autres sections sont ouvertes le 20 février 1889.
En 1889, la Compagnie franco-algérienne rencontrant des difficultés financières, afferme son réseau à la Compagnie de l'Ouest algérien pour une durée de cinq ans. Mais la Franco-algérienne est déclarée en faillite en 1890 tout en conservant ses concessions quelques années. Finalement, son réseau est racheté par l'État le 28 décembre 1900 et est placé sous la tutelle de l'Administration métropolitaine des chemins de fer d'État. Il est transféré à la Compagnie des chemins de fer algériens de l'État (CFAE) en 1912.
En 1907, la construction d'une ligne à écartement étroit de 1 055 m, reliant la ville côtière de La Macta (dans l'actuelle commune de Mers El Hadjadj) à Mostaganem est déclarée d'intérêt local. D'une longueur de 30 km, elle est mise en service le 20 septembre 1908. Elle est déclarée d'intérêt général le 1er avril 1915 et rattachée à la ligne de Mostaganem à Tiaret. Cette ligne a désormais La Macta comme origine.
La voie de chemin de fer entre les gares de Relizane et de Prévost-Paradol, via Uzès-le-Duc, étant régulièrement inondée par les crues de l'oued Mina, il a été décidé de construire une déviation pour relier ces deux gares via Zemmora et Montgolfier 
(actuelle Rahouia). Cette nouvelle section est déclarée d'utilité publique le 22 mars 1910. Le tronçon entre Relizane et Zemmora est mise en service le 30 juillet 1916, celui entre Zemmora et Prévost-Paradol le sera en 1925. En conséquence, l'ancien tronçon entre Relizane et Uzès-le-Duc est déclassé et celui entre Uzès-le-Duc et Prévost-Paradol sera incorporé à la ligne de Sidi Bel Abès à Uzès-le-Duc, via Mascara, la prolongeant ainsi pour devenir la ligne de Sidi Bel Abès à Prévost-Paradol en 1927.
La ligne entre Tiaret et Trumelet, déclarée d'intérêt local en 1912, est incorporée dans le réseau ferroviaire algérien lors de son ouverture en 1928, prolongeant ainsi la ligne de La Macta à Tiaret jusqu'à Trumelet qui devient alors le nouveau point d'arrivée de la ligne.
En 1958, l'État décrète la fermeture de plusieurs sections de lignes en Algérie dont les sections La Macta – Noisy-la-Stidia et Mostaganem – Relizane. Ces fermetures sont effectives le 29 avril 1959. La même année, la section Noisy-la-Stidia – Mostaganem est transformée en voie normale, ainsi que la section Perrégaux – Oued-Tin (de la ligne d'Oran à Kenadsa) et un raccordement de 12 km à voie normale est créé entre Noisy-la-Stidia et Oued-Tin. Ces trois sections de lignes formant ainsi la nouvelle ligne de Perrégaux à Mostaganem.
La section de la ligne entre Relizane et Tiaret reste en service jusqu'au début des années 1990.
| Section                                  | Longueur (en km) | Date de DUP(*)  | Date d'ouverture  | Remarques |
| ---------------------------------------- | ---------------- | --------------- | ----------------- | --- |
| La Macta - Mostaganem                    | 29,6             | 3 juillet 1907  | 20 septembre 1908 | Fermée en 1959 entre La Macta et Noisy-la-Stidia. Transformée en voie normale en 1959 entre Noisy-la-Stidia et Mostaganem |
| Mostaganem - Relizane                    | 75,7             | 15 avril 1885   | 15 mai 1888       | Fermée en 1959. |
| Relizane - Uzès-le-Duc                   | 45               | 15 avril 1885   | 20 février 1889   | Déclassée en 1915. |
| Uzès-le-Duc - Prévost-Paradol            | 45,3             | 15 avril 1885   | 20 février 1889   | Incorporée dans la ligne de Sidi Bel Abès à Prévost-Paradol en 1927.                                                      |
| Relizane - Zemmora                       | 22,7             | 22 mars 1910    | 30 juillet 1915   | |
| Zemmora - Prévost-Paradol                | 59,8             | 22 mars 1910    | 1925              | |
| Prévost-Paradol - Tiaret                 | 34,4             | 15 avril 1885   | 20 février 1889   | |
| Tiaret - Trumelet                        | 17,2             | 19 juillet 1912 | 1926              | |
| (*) DUP : déclaration d'utilité publique |                  |                 |                   | |

## La ligne

### Caractéristiques
Longue de 239,4 km, c'est une voie unique à écartement étroit de 1 055 mm et non électrifiée.

### Profil
La ligne, qui relie à la mer les villes de la région du Sersou, a pour point de départ la ville côtière de La Macta, située à proximité de la ville portuaire de Mostagamen (à 118,800 m d'altitude) et pour point d'arrivée la ville de Trumelet située à une altitude de 967,300 m, ville proche de Tiaret dans les Hauts Plateaux. Le point culminant de la ligne se situe à Tiaret, à une altitude de 1 010,400 m, dans le Sersou. Le point le plus bas est à 4,050 m au niveau de la gare de La Macta.

Profil en long de la ligne de La Macta à Trumelet.

Le rayon minimum des courbes de raccordement est de 100 m. La pente ou rampe maximum par mètre est de 22 mm/m. Les longueurs des principales déclivités sont, dans le sens La Macta-Trumelet :
- rampe de 18 mm/m sur 3 006 m ;
- rampe de 22 mm/m sur 3 243 m, 3 836 m et 4 550 m ;
- pente de 22 mm/m sur 2 197 m.

### Tracé

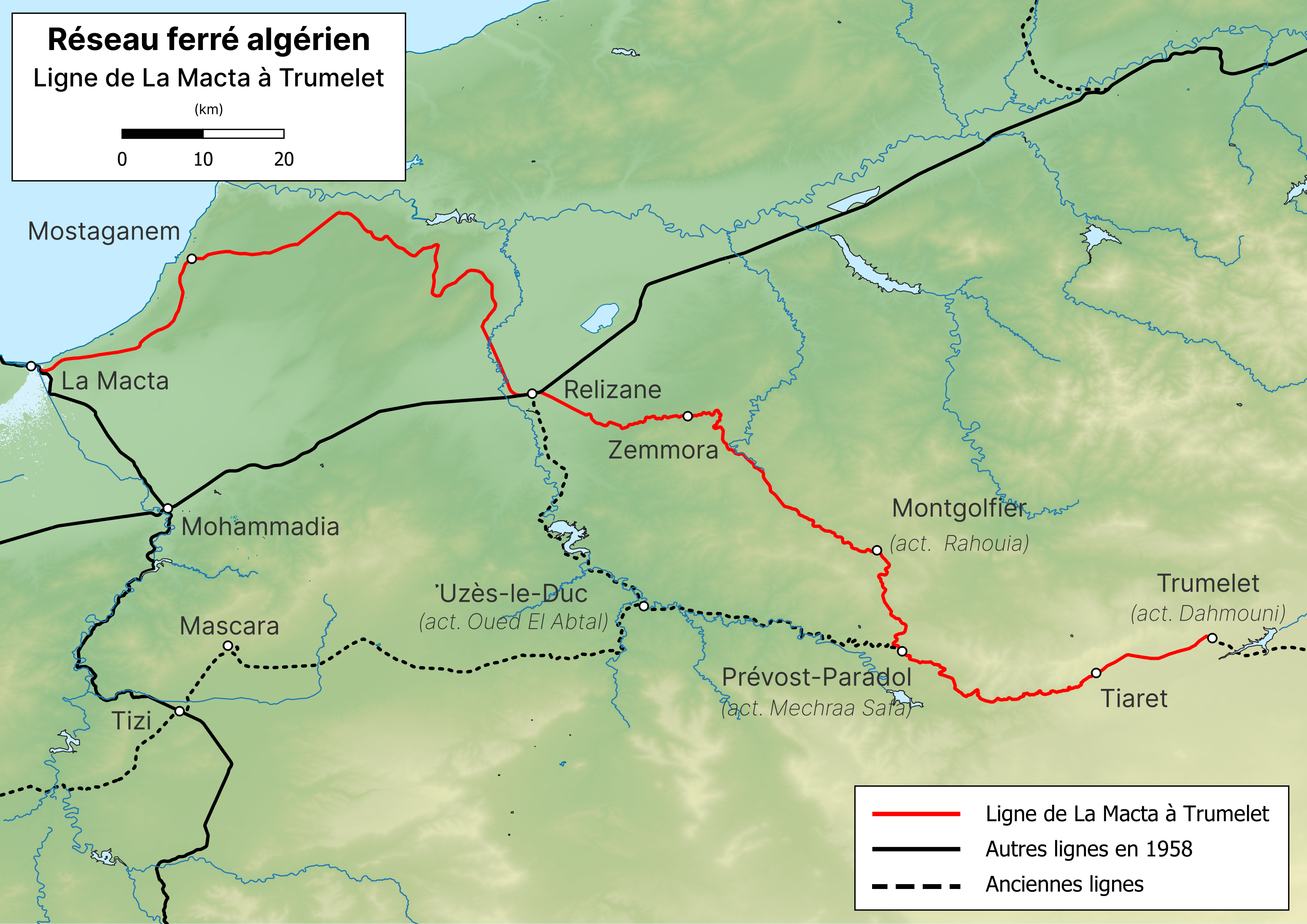
Tracé de la ligne de La Macta à Trumelet.

#### De La Macta à Relizane

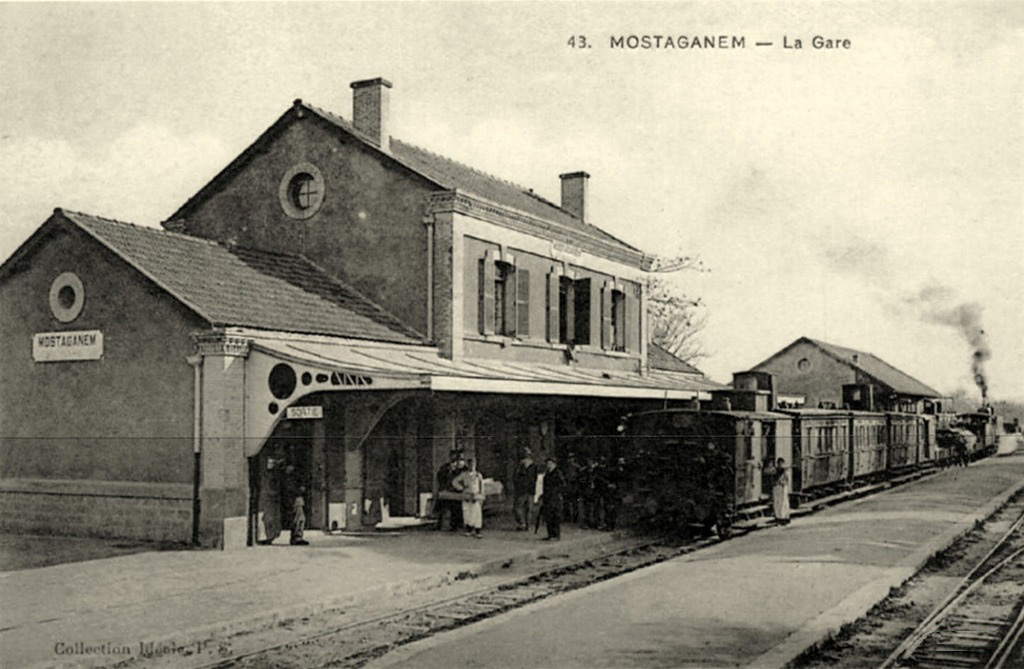
La gare de Mostaganem.

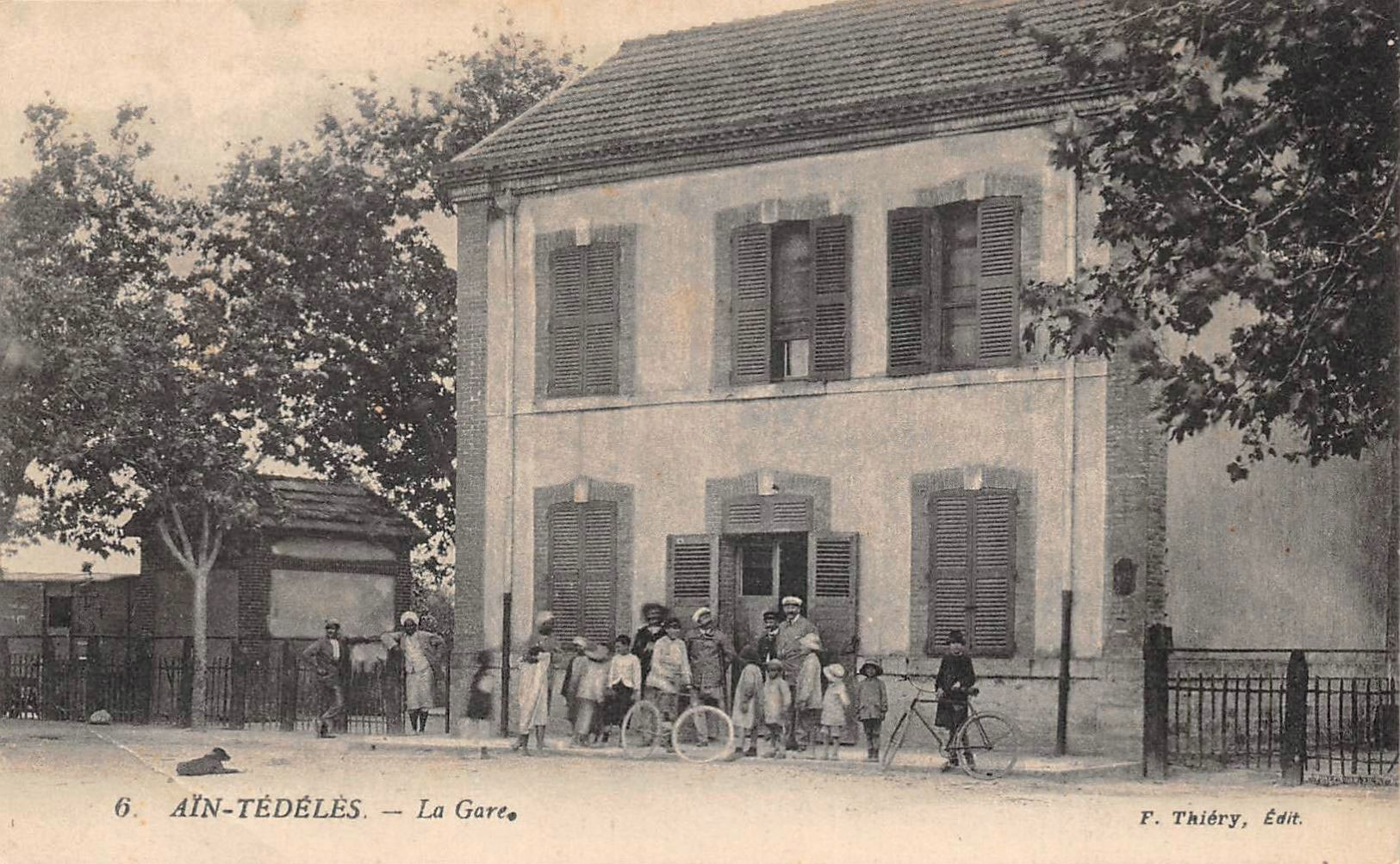
La gare de Aïn Tedles.

La ligne se débranche de celle d'Oran à Kenadsa, à environ un kilomètre à l'est de la gare de La Macta (PK 0 de la ligne), après le franchissement de l'oued la Macta. Elle se dirige vers le nord-est en suivant le littoral sur environ 30 km pour atteindre la gare de Mostaganem (PK 29,600) située sur un plateau qui domine le port de la ville à une altitude de 118 m.
Quittant Mostaganem par l'est, la ligne se dirige vers Aïn Tedles. À la sortie de la ville, elle s'oriente vers le sud-est, en direction de Relizane, en remontant sur quelques kilomètres la vallée du Chélif puis celle de l'oued Mina, affluent du Chélif. Cette section de la ligne, qui suit les corniches des vallées à une altitude moyenne de 230 m, a un parcours sinueux. Peu avant la gare de Mékalia (dans l'actuelle commune de Safsaf), elle atteint le point culminant de cette section, avec une altitude de 342,73 m à environ 30 km au nord de Relizane. La ligne redescend vers la large plaine du Chélif avec une forte pente pour atteindre Belassel Bouzegza à 56,400 m d'altitude.
Arrivée à Relizane, au PK 105,300, la ligne croise celle d'Alger à Oran à écartement standard, sans jonction entre les deux lignes du fait de la différence d'écartement des voies.

#### De Relizane à Prévost-Paradol, via Uzès-le-Duc

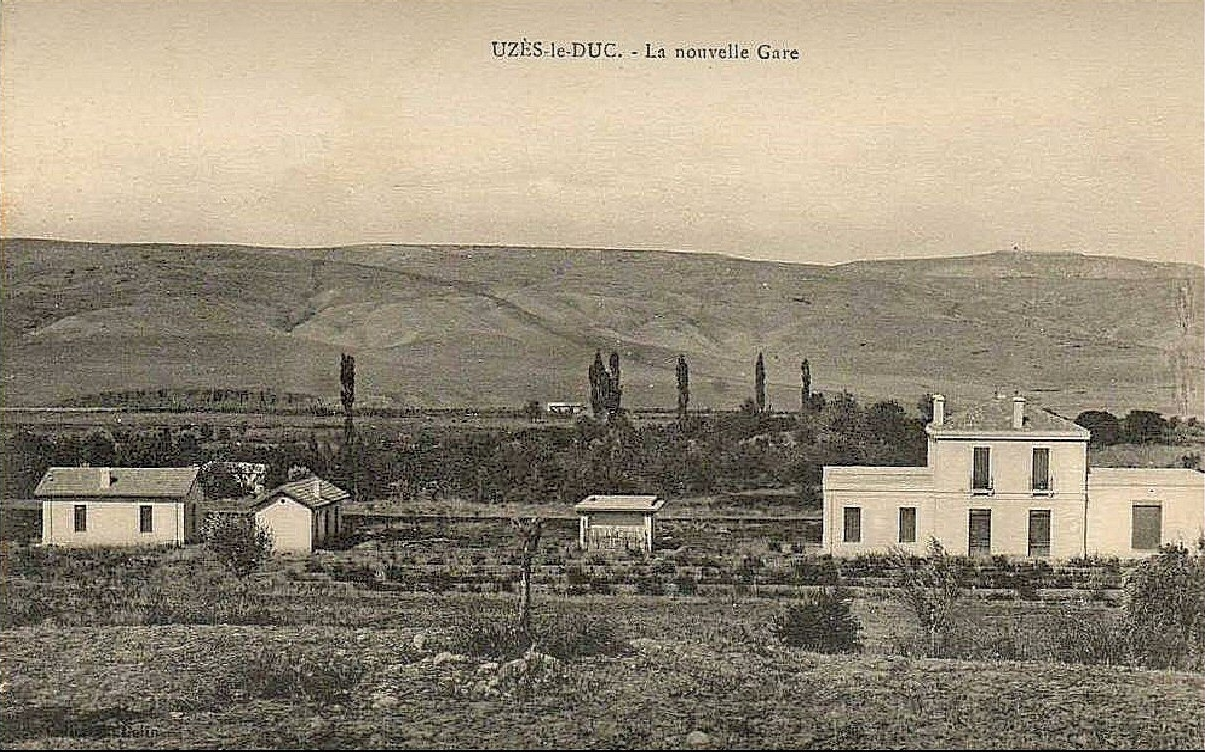
La gare d'Uzès-le-Duc.

Le premier itinéraire de la ligne du Sersou remontait le cours de l'oued Mina sur 90 km entre Relizane et Prévost-Paradol en passant par Uzès-le-Duc. Les crues fréquentes de l'oued, qui inondaient régulièrement la voie ferrée et la déstabilisaient, ont rendu difficile l'exploitation de la ligne. La construction d'une nouvelle section entre Relizane et Prévost-Paradol par Zemmora, à l'est de la section primitive, a alors été décidée.

#### De Relizane à Prévost-Paradol, via Zemmora
Le nouvel itinéraire de la ligne entre Relizane et Prévost-Paradol, via Zemmora et Montgolfier (actuelle Rahouia), suit les contreforts occidentaux du massif de l'Ouarsenis avec un parcours sinueux et ascendant sur une longueur de 80 km.  La ligne passe d'une altitude de 67,740 m, à Relizane, à celle de 476,250 m, à Kenenda (actuelle Dar Ben Abdellah), puis celle de 788,09 m au plateau de Prévost-Paradol.

#### De Prévost-Paradol à Trumelet
Passé Prévost-Paradol (PK 187,800), la ligne s'oriente vers l'est et entame une nouvelle ascension en direction de Tiaret (PK 222,200), qui est le point culminant de la ligne à 1 010,400 m située dans un large col, à l'entrée du plateau du Sersou. La ligne se prolonge vers l'est dans le plateau pour atteindre Trumelet, son point d'arrivée au PK 239,400.

## Gares de la ligne

### De La Macta à Relizane
| Gare            | Commune actuelle  | PK         | Altitude  |
| --------------- | ----------------- | ---------- | --------- |
| La Macta        | Mers El Hadjadj   | PK 0,000   | 4,050 m   |
| Noisy-la-Stidia | Aïn Nouïssy       | PK 13,700  | 113,140 m |
| Rivoli          | Hassi Mameche     | PK 21,600  | 136,780 m |
| Mazagran        | Mazagran          | PK 26,100  | 145,730 m |
| Mostaganem      | Mostaganem        | PK 29,600  | 118,800 m |
| Pélissier       | Sayada            | PK 33,200  | 137,230 m |
| Tounin-Merzouka | Kheireddine       | PK 38,800  | 202,960 m |
| Bel-Hadri       | Aïn Tedles        | PK 46,000  | 205,750 m |
| Aïn Tédelès     | Aïn Tedles        | PK 50,800  | 200,870 m |
| Oued el Kheir   | Oued El Kheir     | PK 61,500  | 230,000 m |
| Mékalia         | Safsaf            | PK 76,700  | 236,540 m |
| Sidi Kheltab    | Sidi Khettab      | PK 84,700  | 139,920 m |
| Bel-Hacel       | Belassel Bouzegza | PK 92,900  | 56,400 m  |
| Relizane        | Relizane          | PK 105,300 | 67,740 m  |

### De Relizane à Trumelet, via Zemmora

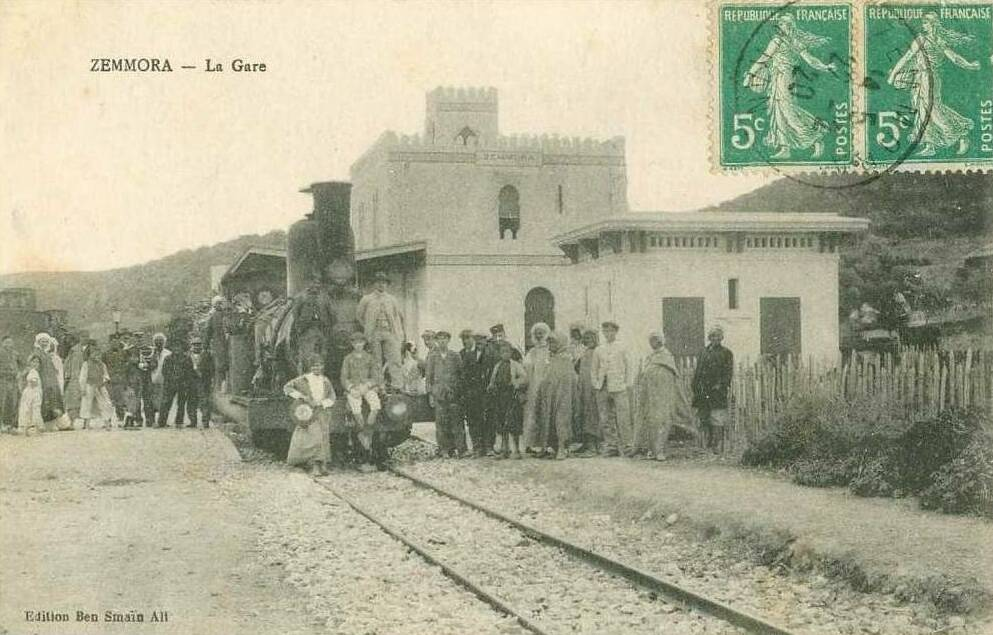
La gare de Zemmora.

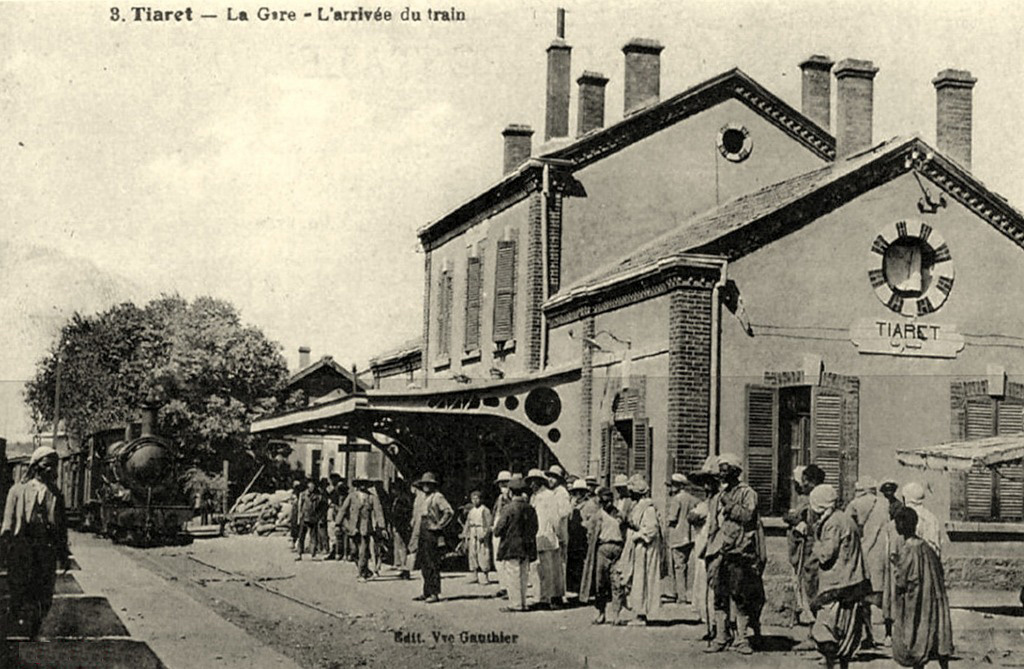
La gare de Tiaret.

| Gare            | Commune actuelle | PK         | Altitude    |
| --------------- | ---------------- | ---------- | ----------- |
| Relizane        | Relizane         | PK 105,300 | 67,740 m    |
| Ouled-Zidi      | Dar Ben Abdellah | PK 115,700 | 169,500 m   |
| Zemmora         | Zemmora          | PK 128,000 | 353,700 m   |
| Kenenda         | Dar Ben Abdellah | PK 138,600 | 476,250 m   |
| Mendez          | Mendes           | PK 145,900 | 467,700 m   |
| Henri-Huc       | Oued Essalem     | PK 155,600 | 531,950 m   |
| Montgolfier     | Rahouia          | PK 168,400 | 661,700 m   |
| Les Fermes      | Rahouia          | PK 178,900 | 692,300 m   |
| Prévost-Paradol | Mechraa Safa     | PK 187,800 | 683,650 m   |
| Raoux           | Mechraa Safa     | PK 193,000 | 706,620 m   |
| Aïn-Sarb        | Tagdemt          | PK 198,500 | 694,900 m   |
| Séfalou         | Tagdemt          | PK 202,700 | 739,500 m   |
| Tagdempt        | Tagdemt          | PK 211,800 | 823,500 m   |
| Tiaret          | Tiaret           | PK 222,200 | 1 010,400 m |
| Faidherbe       | Tiaret           | PK 227,300 | 924,760 m   |
| Torrich         | Dahmouni         | PK 232,600 | 972,520 m   |
| Trumelet        | Dahmouni         | PK 239,400 | 967,300 m   |

### De Relizane à Prévost-Paradol, via Uzès-le-Duc
| Gare                   | Commune actuelle      | PK         | Altitude  |
| ---------------------- | --------------------- | ---------- | --------- |
| Relizane               | Relizane              | PK 105,300 | 67,740 m  |
| Oued Khelloug          | Relizane              | PK 10,000  |           |
| Sidi Mohamed Ben Aoûda | Sidi M'Hamed Benaouda | PK 20,000  |           |
| Les Anatras            | Sidi M'Hamed Benaouda | PK 32,000  |           |
| Uzès-le-Duc            | Oued El Abtal         | PK 45,000  | 238,800 m |
| Djillali-Benamar       | Djillali Ben Amar     | PK 175,500 | 299,400 m |
| Oued Tléta             | Mechraa Safa          | PK 186,800 | 380,400 m |
| Prévost-Paradol        | Mechraa Safa          | PK 204,300 | 683,650 m |